# Annastift Jarmen

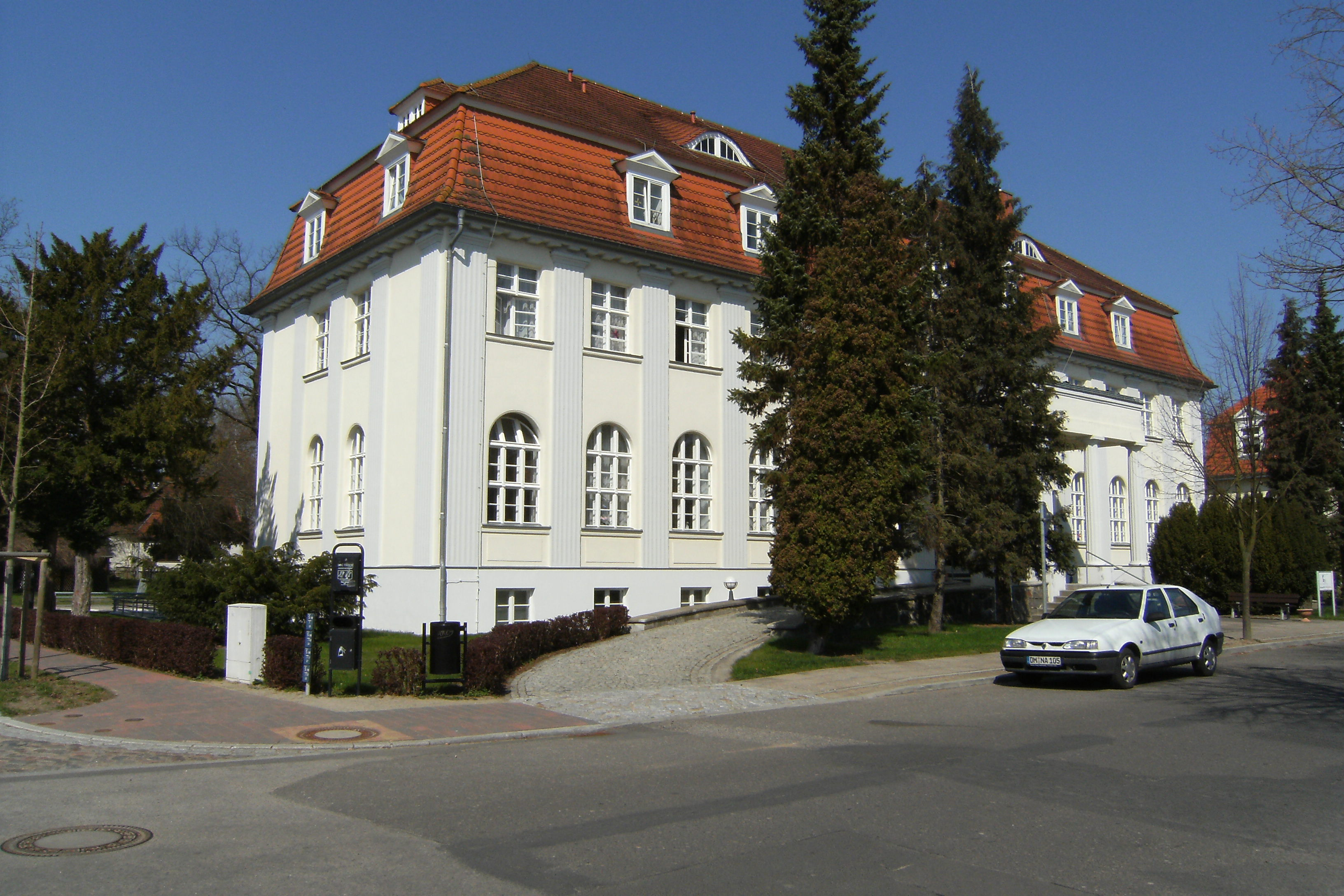

Das bis 2023 als Altenpflegeheim Annastift Jarmen genutzte Gebäude Lindenstraße 15 in Jarmen (Mecklenburg-Vorpommern), stammt von 1912 und war 1945 bis 1991 ein Landambulatorium.
Das Gebäude steht unter Denkmalschutz.

## Geschichte
Das zweigeschossige historisierende verputzte Gebäude von 1912 mit einem neoklassizistischen Portikus mit vier dorischen Säulen und dem Mansarddach mit oberen Fledermausgauben wurde als Sitz des Raiffeisenvereins in einer Parkanlage errichtet. Ab 1923 war hier der Hauptsitz des Landwirtschaftlichen Ein- und Verkaufs-Vereins (LEVV). Nach 1945 wurde hier ein Landambulatorium eingerichtet.
Von 1991 bis 1994 wurde das Haus als Annastift durch die pommersche Diakonie komplett saniert und hat nun auf drei Geschossen 14 Einzel- und 15 Doppelzimmer. Es diente der stationären Pflege sowie der Kurzzeit- und Verhinderungspflege. Den Namen erhielt das Stift nach einer sehr aktiven, evangelischen Gemeindeschwester aus Jarmen. Im Herbst 2023 wurde das Alten- und Pflegeheim geschlossen. Das Gebäude steht seitdem leer. Vom Eigentümer wurde eine zukünftige Nutzung unter anderem für Betreutes Wohnen in Aussicht gestellt.